# Count Basie
William "Count" Basie, född 21 augusti 1904 i Red Bank i Monmouth County, New Jersey, död 26 april 1984 i Hollywood, Florida, var en amerikansk jazzmusiker, pianist och orkesterledare.
Basie kom från anspråkslösa förhållanden men lärde sig ändå spela piano i unga år. Som tidiga förebilder för sin högst sparsmakade pianostil har han själv nämnt Earl "Fatha" Hines och Thomas "Fats" Waller. I tjugoårsåldern hade han diverse påhugg som biografpianist, vaudevillemusiker och ackompanjatör åt olika bluessångare. År 1928 städslades han som pianist i Walter Pages Blue Devils, ett band med förankring i Kansas City. Där fick han året därpå engagemang i Bennie Motens orkester och vid Motens död 1935 övertog Basie orkestern.
Det är inte för mycket sagt att Basie och hans orkester skapade en ny stil inom storbandsjazzen, som fram till dess hade präglats av Fletcher Hendersons och Duke Ellingtons raffinerade arrangemang. Även Basie kunde använda sig av en intrikat uppbyggnad, men den musik hans orkester spelade grundade sig gärna på enkla tonslingor, så kallade riff, som framfördes med pregnans och underbyggda av starka rytmiska element. Oftast interfolierades de också av Basies eget spänningsskapande, minimalistiska pianospel.
Med ett kort uppehåll 1950–1952 existerade orkestern fram till slutet av 1970-talet, då Basies tilltagande ohälsa omöjliggjorde vidare turnéer. Många enastående och betydelsefulla jazzmusiker bidrog genom åren till orkesterns höga klass. Man kan nämna trumpetarna Buck Clayton, Harry Edison och Thad Jones, tenorsaxofonisterna Lester Young, Hershel Evans, Frank Wess, Frank Foster och Eddie "Lockjaw" Davis, gitarristen Freddie Green och trumslagaren Jo Jones. Basies musik var starkt bluespräglad och under årens lopp sjöng sångare som Helen Humes, Jimmy Rushing och Joe Williams med hans band.
Count Basie uppträdde i Sverige 1954 och 1962 på bland annat Långnäs (Folkets park, Bollnäs) och även 1975 då hans orkester bland annat gav en konsert på Malmö Stadsteater. Orkestern besökte även Liseberg i mitten av juli 1976.
Count Basie har även komponerat ”Whirly-Bird” från albumet ”The Atomic Mr Basie” (1957) som - del av under många år - fungerar/-ade som vinjett till Tekniskt magasin på TV.

## Diskografi
- 1957 – The Atomic Mr Basie
- 1979 – On the Road
- 1989 – Swingin’ The Blues

1995 The Golden Collection 40 Classic Performances 2CD-box IREC

## Utmärkelser
- Grammy Award för bästa framträdande av en orkester för dans, för The Atomic Mr. Basie,  1958
- Grammy Award för bästa instrumentala jazzalbum, för The Atomic Mr. Basie,  1958
- Grammy Award för bästa framträdande av en orkester för dans,  1960
- Grammy Award för bästa framträdande av en orkester för dans,  1963
- Grammy Award för bästa improviserade jazzsolo, för Basie & Zoot,  1976
- Grammy Award för bästa storjazzensemblealbum, för Prime Time,  1977
- Grammy Award för bästa storjazzensemblealbum, för On the Road,  1980
- Grammy Trustees Award,  1980
- Kennedy Center Honors,  1981
- Grammy Trustees Award,  1981
- Grammy Award för bästa storjazzensemblealbum, för Warm Breeze,  1982
- Stjärna på Hollywood Walk of Fame,  27 januari 1982[3]
- Grammy Award för bästa storjazzensemblealbum, för 88 Basie Street,  1984
- Presidentens frihetsmedalj,  23 maj 1985[4]
- Grammy Lifetime Achievement Award,  2002
- New Jersey Hall of Fame,  2009[5]
- Kansas Music Hall of Fame,  2011[6]
- NEA Jazz Masters

[Redigera Wikidata]